# Strychnos cogens
Strychnos cogens är en tvåhjärtbladig växtart som beskrevs av George Bentham. Strychnos cogens ingår i släktet Strychnos och familjen Loganiaceae. Inga underarter finns listade i Catalogue of Life.